# District de Gangnan
Le district de Gangnan (港南区 ; pinyin : Gǎngnán Qū) est une subdivision administrative de la région autonome du Guangxi en Chine. Il est placé sous la juridiction de la ville-préfecture de Guigang. La population du district était de 628 917 habitants en 2010.